# 2-己氧基乙醇
2-己氧基乙醇是一种有机化合物，化学式为C8H18O2。它可由1-溴己烷和乙二醇在甲醇钠的存在下于甲醇中加热反应制得。它可以在硝酸铁、四甲基哌啶氧化物和氯化钾的催化下被氧气氧化为2-己氧基乙酸。